# Scylla paramamosain
Scylla paramamosain is een krabbensoort uit de familie van de Portunidae. De wetenschappelijke naam van de soort is voor het eerst geldig gepubliceerd in 1949 door Estampador.